# چیرچیق
چیرچیق (به ازبکی: Chirchiq،‌ چیرچیق) شهری در ولایت تاشکند کشور ازبکستان است که در سرشماری سال ۲۰۲۴ میلادی، ۱۷۲٬۹۰۰ نفر جمعیت داشته است.